# Liste de séismes au Guatemala
Pour un article plus général, voir Listes de séismes.

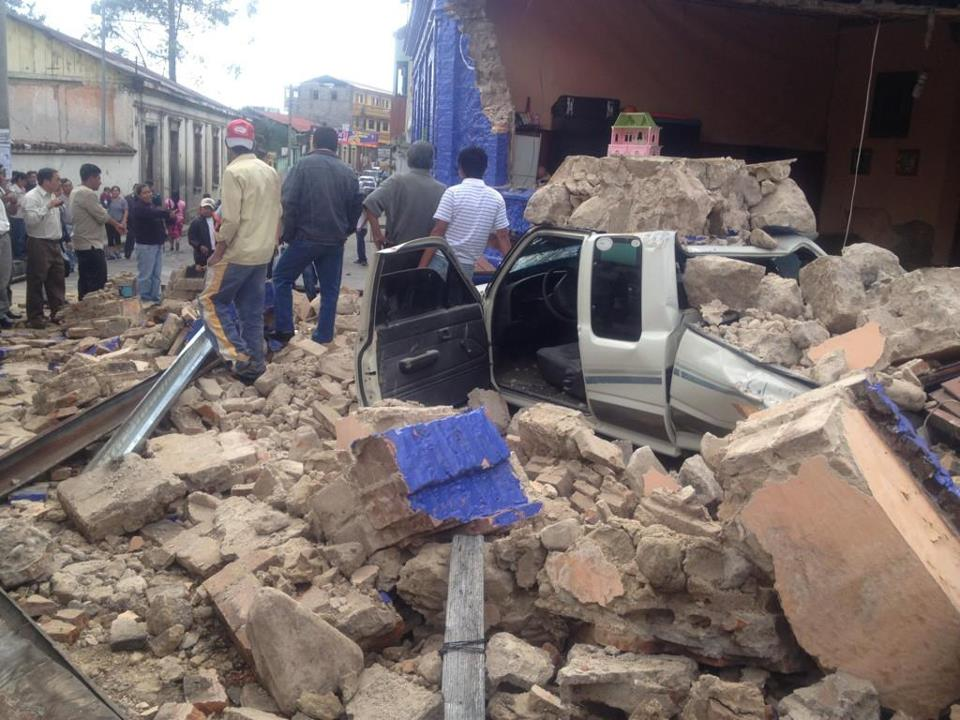
Bâtiment écroulé à la suite d'un séisme au Guatemala

Voici une liste de séismes notables qui se sont produits au Guatemala.

## Causes
Les séismes sont assez fréquents au Guatemala.
Le pays se trouve sur les failles Motagua et Chixoy-Polochic qui traversent le Guatemala et forment la frontière entre la plaque caraïbe et la plaque nord-américaine.

## Liste
| Nom                         | Date              | Epicentre                    | Magnitude | Intensité | Morts      |
| --------------------------- | ----------------- | ---------------------------- | --------- | --------- | ---------- |
| Séisme de 1717 au Guatemala | 29 septembre 1717 | 14° 34′ S, 90° 44′ O         | ~7,4      | ~IX       |            |
| Séisme de 1902 au Guatemala | 18 avril 1902     | 14° S, 91° O                 | 7,5       |           | 800 à 2000 |
| Séisme de 1976 au Guatemala | 4 février 1976    | 15° 19′ S, 89° 06′ O         | 7,5       | IX        | 23 000     |
| Séisme de 2012 au Guatemala | 7 novembre 2012   | 13° 59′ 13″ N, 91° 57′ 54″ O | 7,4       | VII       | 39         |
| Séisme de 2017 au Guatemala | 14 juin 2017      | 14° 54′ 32″ N, 92° 00′ 32″ O | 6,9       | VII       | 5          |